# Matrilinearität

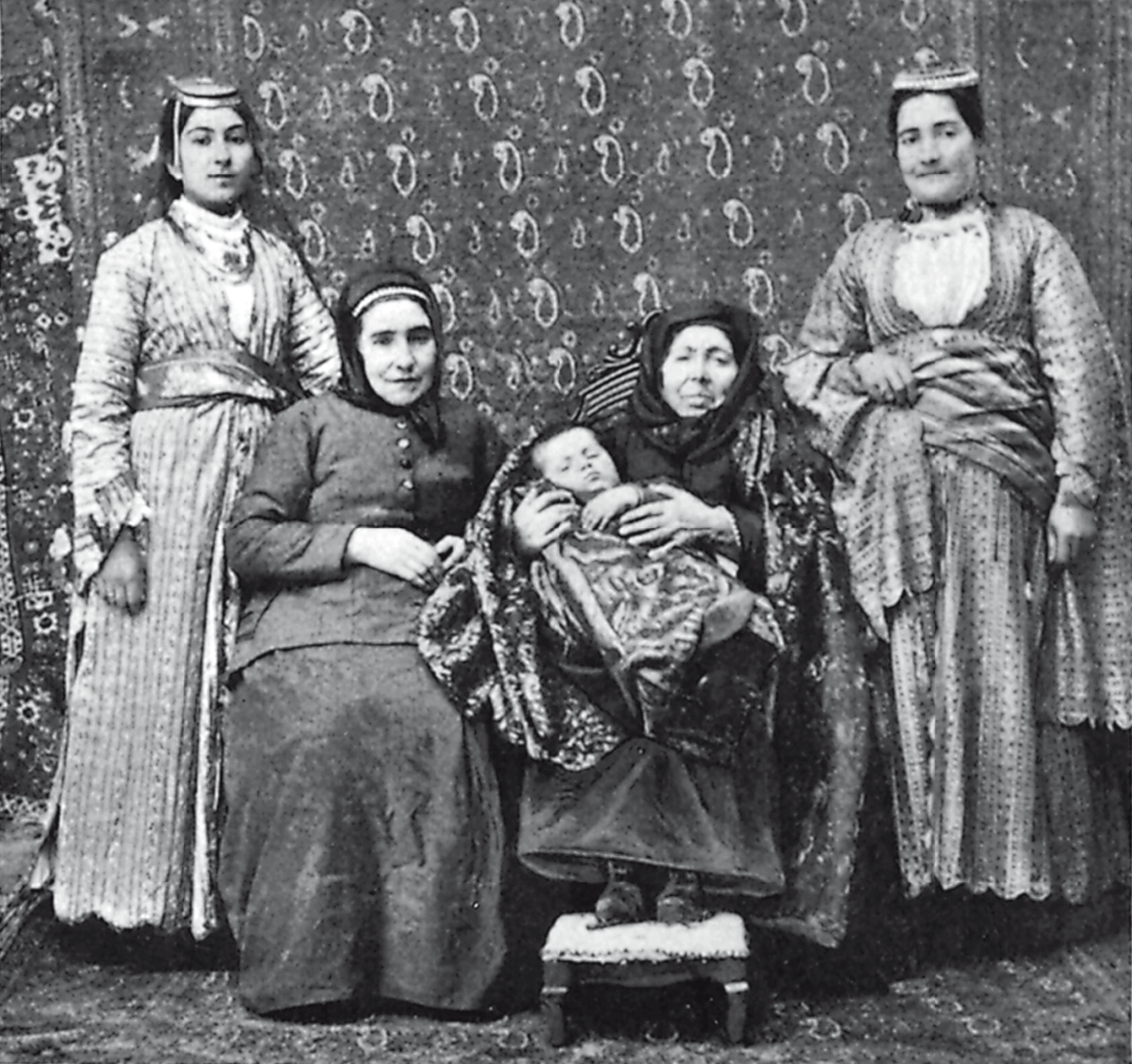
Five generations of an Armenian family (fünf Generationen einer armenischen Familie; Harry Finnis Blosse Lynch, London 1901)
(Hinweis: Das Bild zeigt eine Mütterlinie, es steht nicht für eine matrilineare Gesellschaft)

Matrilinearität (deutsch „in der Linie der Mutter“: Mütterlinie) oder Mutterfolge bezeichnet die Weitergabe und Vererbung von sozialen Eigenschaften und Besitz ausschließlich über die weibliche Linie von Müttern an Töchter. Dabei erfolgt die Übertragung von Verwandtschaftsbeziehungen, sozialen Positionen, Ämtern, Ansehen, Privilegien und Eigentum von einer Generation an die nächste einlinig nach der Abstammung der Frau. Die Linie des Vaters bleibt ohne Bedeutung. Auch Söhne erben den Familiennamen ihrer Mutter sowie die Zugehörigkeit zu einer übergeordneten Gruppe wie einem Clan, aber sie werden in der mütterlichen Erbfolge nicht berücksichtigt und können nichts weitervererben: Nach einer Heirat werden Kinder immer zur Familie der Ehefrau gezählt, sie tragen ihren Namen und führen ihre Linie weiter, nicht die Linie des Ehemannes (oder seiner Mutter).
Eine rein matrilineare Abstammungsreihe enthält alle in einer ununterbrochenen weiblichen Abfolge von einer „Stammmutter“ herstammenden Frauen, dabei spielt die Frage der Ehelichkeit von Nachkommen keine Rolle. Diese Linie wird auch als uterine Deszendenz (lateinisch „Nachkommen aus der Gebärmutter“) bezeichnet, früher auch als „mutterrechtlich“.
Matrilinearität ist ein ethnologischer Begriff, um die Vorstellungen von Abstammung (Deszendenzregeln) und ihre Bedeutung für die soziale Organisation einer Gesellschaft zu untersuchen, vor allem bei ethnischen Gruppen und indigenen Völkern. Ihr direktes Gegenteil ist die Patrilinearität, bei der Abstammung und Vererbung nur über die Linie der Väter geregelt wird (vergleiche Stammlinien). Daneben gibt es gemischte Formen wie die auch in modernen Gesellschaften übliche beidseitige, kognatisch-bilaterale Herleitung der Abstammung von Mutter und Vater.
Über 160 der weltweit 1300 ethnischen Gesellschaften (13 %) ordnen sich nach matrilinearer Abstammung über die Linie der Frau, ihrer Mutter, deren Mutter (Großmutter) und so weiter zurück. Diese Mütterlinie versteht sich als biologische Blutlinie, kennt aber meist auch die Möglichkeit der Annahme einer Person „an Kindes statt“ (Adoption). Bei einem Drittel der matrilinearen Gesellschaften zieht der Ehemann nach der Hochzeit meist zur Ehefrau und ihrer Mutter (matri-lokal), 38 % befolgen die avunku-lokale Wohnsitzregel beim Bruder der Mutter oder beim Bruder des Ehemannes (Onkel mütterlicherseits, siehe Avunkulat) und 18 % wohnen patri-lokal beim Ehemann und seiner Familie.

## Deszendenzsystem
Die matrilineare Abstammung sowohl der männlichen als auch der weiblichen Nachkommen wird nur durch die weibliche Vorfahrenlinie gebildet, der Linie der Mutter. Dies kann zur Folge haben, dass die Nachkommen nicht-gleichgeschlechtlicher Geschwister zwei verschiedenen Linien angehören, also, dass nur die Kinder der Tochter, nicht aber die Kinder des Sohnes – diese werden der Verwandtschaftsgruppe ihrer Mutter zugerechnet – derselben Linie angehören. Dies kann bei der Eheschließung, insbesondere bei der Kreuzcousinenheirat, eine Rolle spielen. Auch die Häuptlingsfunktion geht beim Tode eines Häuptlings nicht auf seinen Sohn, sondern auf seinen Bruder (als dem Sohn einer gemeinsamen Mutter) über. Die durch die gemeinsame unilineare Abstammung entstehende Gruppe wird als Lineage bezeichnet.

## Verbreitung
Die größte matrilineare (und matrilokale) Kultur weltweit bilden die Minangkabau auf der indonesischen Insel Sumatra mit über 3 Mio. Angehörigen. In Nordostindien finden sich matrilineare Gesellschaften bei den Khasi (1,5 Mio.) und den Garo (1 Mio.), in Afrika bei den Tuareg in Nordafrika (rund 3 Mio.) sowie bei vielen Bantuvölkern von der Kongoregion bis zum Süden des ostafrikanischen Seengebiets, in Südamerika bei den Wayuu (rund 0,5 Mio.), in Nordamerika bei den Irokesenvölkern (rund 70.000), in China bei den Mosuo (rund 40.000) sowie bei über 100 weiteren Ethnien außerhalb Europas (siehe Liste matrilinearer Gesellschaften).
In Afrika zeigte die Ethnologin Audrey I. Richards 1950 die Existenz eines matrilineal belt („matrilinearen Gürtels“) bei den Bantuvölkern zwischen dem Süden Gabuns und Süd-Tanganjika auf, so am Beispiel der Bakongo, Mayombe und Bemba.
Mary Douglas und andere weisen auf den Rückgang der Matrilinearität mit dem Übergang zur Großviehzucht und unter dem Einfluss der Kolonisation hin. Tatsächlich geht aber die Verbreitung der Rinderzucht in Afrika dem Rückgang der Matrilinearität zeitlich voraus, was Holden und Ruth für Malawi und Kenia zeigen. Doch findet die Wirtschaftswissenschaftlerin Sara Lowes noch 2018 bei den von ihr untersuchten Bantu-Haushalten der Kongoregion, die durch Wanderungsbewegungen in ethnischer Hinsicht oft gemischt sind, einen deutlich umgekehrten Zusammenhang (eine negative Korrelation) zwischen Matrilinearität und Viehzucht. In dieser Region ist Matrilinearität oft mit Matrilokalität, seltener aber mit der Zahlung eines Brautpreises verbunden. Als Nachteil der Verbindung von Matrilinearität und Matrilokalität sieht der deutsche Ethnologe Gerd Spittler (am Beispiel der Bemba), dass gegen die Eigentümerin des Hirsespeichers zahlreiche weibliche Verwandte oder ihr älterer Bruder Ansprüche auf die dort gelagerten Vorräte geltend machen; dies senkt die Motivation der Eigentümerin, ihn immer gefüllt zu halten.
Matrilinearität ist selten, wenn zur Bearbeitung des Bodens ein Pflug benötigt wird. Das bestätigte sich auch in der Untersuchung von Sara Lowes. Matrilinearität wäre demnach vor allem in Gartenbau-Kulturen verbreitet, wo Feldbau oder Großtierhaltung nicht möglich sind, sondern Gartenbau (Hortikultur) mit dem Pflanzholz und Jagd auf Kleintiere dominieren. In Afrika endet dieser Gürtel südlich der Äquatorialwälder. Auf die tragende Rolle der Frauen in der Wirtschaft der Wyandot – nordamerikanische Waldbewohner, die Gartenbau, Fischerei und Jagd betrieben – und auf die starke Stellung der Frauen gegenüber den Männern wies schon 1724 Joseph-François Lafitau hin.
In Europa begann die Rinderzucht mit der Linearbandkeramischen Kultur (Bandkeramiker) ab etwa 6000 v. Chr. und ging mit einer Veränderung der Deszendenzregeln in Richtung patrilinearer Strukturen einher. Verstärkt wurde diese Entwicklung durch den Übergang zur Kurgan-Kultur in Südost- und Mitteleuropa, durch welche die Bedeutung der Weidewirtschaft weiter zunahm und die Vererbung von Besitz und Status patrilineal erfolgte.
Auch in der Entwicklung der Hochkulturen Lateinamerikas zeigte sich ein allmählicher Übergang zur Patrilinearität: In der Chaco-Canyon-Kultur New Mexicos wurden offenbar Machtpositionen noch matrilineal vererbt. Für die Anasazi des Pueblo Bonito in Colorado wurde die Existenz einer matrilinearen Elite für die Jahrhunderte zwischen etwa 800 und 1130 mittels mitochondrialer DNA nachgewiesen. Das Ende dieser Periode fällt zeitlich mit dem Verschwinden der intensiven Landwirtschaft im Chaco Canyon zusammen. Bei den Maya und den Inka galt dagegen die reine Matrilinearität als ein „niederes“ Abstammungsprinzip – der Adel verfügte auch über eine patrilineare Abstammungslinie.
Matri-Linearität als alleinige Abstammungsregel befolgen 13 % aller weltweit erfassten indigenen Völker und Ethnien (1998: 160 von 1267). Dazu kommen 63 Ethnien (5 %), bei denen Matrilinearität nur bei einem Teil der sozialen Gruppen (Lineages, Clans) gilt, während andere sich nach der patri-linearen, väterlichen Abstammung ausrichten (siehe auch die zweigeteilte Moiety).
Ein praktisches Beispiel verdeutlicht Unterschiede zu rein matrilinearen Gesellschaften:
- Das kleine Volk der Ngaing in Papua-Neuguinea folgt einer doppelten, bilinearen Abstammungsregel: In einem Dorf haben die patrilinearen Abstammungsgruppen (Patri-Lineages) eine Tiefe von 3 bis 5 Generationen und bilden Patri-Clans, welche die Grundeinheit der Siedlung ausmachen. Über sie werden die Regeln der Exogamie (Heirat außerhalb der eigenen Gruppe), Landrechte (für Gartenbau und Jagd) und Ritualrechte (etwa für Männerkult-Zeremonien) weitergegeben und vererbt. Ähnlich organisiert sind die parallel zu den Männern berechtigten matrilinearen Abstammungsgruppen (Matri-Lineages), die das Totem-Recht auf sich vereinen und damit animistische Schutzgeistfunktionen ausüben. Die Gruppen leben im Siedlungsgebiet verstreut, denn sie befolgen die eheliche Wohnfolgeregel der Patri-Lokalität: Der Wohnsitz eines verheirateten Paares wird beim Ehemann eingerichtet, der bei seinem Vater wohnt. Versammlungen zu gemeinsamen Aktivitäten finden nicht statt.

Im konservativen und im orthodoxen Judentum ist die Mutter entscheidend für die Religionszugehörigkeit: Jude oder Jüdin ist nur, wer Kind einer jüdischen Mutter ist. Auch im Staat Israel gilt amtlich nur als Jude oder Jüdin, wessen Vorfahrinnen bis zu vier Generationen zurück Jüdinnen waren, also in rein mütterlicher Linie zurück bis zur eigenen Ururgroßmutter.

## Eheliche Wohnsitzregelungen
Bei einem Drittel aller matrilinearen Gruppen und Gesellschaften liegt nach einer Heirat der eheliche Wohnsitz am Ort der Ehefrau, ihrer Mutter, Familie, Abstammungsgruppe (Lineage) oder am Ort ihres Clans, der Ehemann zieht hinzu.
Diese eheliche Wohnfolge wird als Matri-Lokalität (lateinisch „am Ort der Mutter“) bezeichnet, oder allgemeiner als Uxori-Lokalität („am Ort der Ehefrau“). Die Bezeichnung uxori-lokal ist vom lateinischen uxor „Ehefrau“ abgeleitet (Frau: mulier), während sich die männliche Entsprechung viri-lokal vom lateinischen vir „Mann“ ableitet (Ehemann: maritus), eine Widerspiegelung der weiblichen Unterordnung in der römischen Ehe.
Der frauenzentrierte Wohnsitz (Residenzregel) verstärkt die engen Beziehungen zwischen der Ehefrau, ihren Schwestern, ihrer Mutter und deren Schwestern (Tanten), während die Familie des Ehemannes nicht als verwandt angesehen wird (auch als Matrifokalität bezeichnet: Fokus auf die Frau/Mutter). Gewöhnlich bilden Mütter, Schwestern und Töchter eine Kerngruppe, bis hin zu umfangreichen Matri-Clans, innerhalb derer sich alle Verwandtschaftsbeziehungen auf nur eine Mütterlinie beziehen. Alle Söhne heiraten hinaus (siehe Exogamie), Töchter holen sich Ehemänner aus anderen Abstammungsgruppen herein. Ehemänner bleiben ihrer eigenen Familie zugerechnet, sei diese matrilinear strukturiert oder patri-linear nach der Väterlinie.
18 Prozent der matrilinearen Gesellschaften wohnen patri-lokal beim Ehemann oder seiner Familie.
38 Prozent befolgen die avunku-lokale Wohnsitzregel beim Bruder der Mutter des Ehemannes (bei seinem mutterseitigen Onkel).
Matrilinear gegliederte Familiensysteme weisen häufig das so genannte Avunkulat auf. In diesen Systemen übernimmt der Bruder der Ehefrau (Oheim) die soziale Vaterrolle für die Kinder seiner Schwester, die biologische Verwandtschaft eines Vaters mit seinen Kindern spielt dadurch eine untergeordnete Rolle. Beim Bruder der Frau liegt in matrilinearen Gesellschaften häufig auch die Autorität in der Familie.